# Les Côtes-d'Arey
Pour les articles homonymes, voir Arey (homonymie).
Les Côtes-d'Arey sont une commune française située dans le département de l'Isère, en région Rhône-Alpes.
Ses habitants sont dénommés les Côtarins.

## Géographie

### Situation et description
Le territoire communal est situé dans le nord-ouest du département de l'Isère, entourée par les communes de Reventin-Vaugris, Cheyssieu et Vernioz, le bourg étant situé à 8 km au sud-ouest de Vienne la plus grande ville à proximité.
La commune est proche du parc naturel régional du Pilat à environ 6 km.

### Communes limitrophes
| Reventin-Vaugris                 | Vienne       | Jardin                          |
| Reventin-Vaugris / Saint-Prim    | Côtes-d'Arey | Chalon / Saint-Sorlin-de-Vienne |
| Cheyssieu / Auberives-sur-Varèze | Vernioz      | Vernioz                         |

### Climat
Pour des articles plus généraux, voir Climat d'Auvergne-Rhône-Alpes et Climat de l'Isère.
En 2010, le climat de la commune est de type climat océanique altéré, selon une étude du Centre national de la recherche scientifique s'appuyant sur une série de données couvrant la période 1971-2000. En 2020, Météo-France publie une typologie des climats de la France métropolitaine dans laquelle la commune est dans une zone de transition entre le climat semi-continental et le climat de montagne et est dans la région climatique  Moyenne vallée du Rhône, caractérisée par un bon ensoleillement en été (fraction d’insolation > 60 %), une forte amplitude thermique annuelle (4 à 20 °C), un air sec en toutes saisons, orageux en été, des vents forts (mistral), une pluviométrie élevée en automne (250 à 300 mm). 
Pour la période 1971-2000, la température annuelle moyenne est de 11,8 °C, avec une amplitude thermique annuelle de 17,9 °C. Le cumul annuel moyen de précipitations est de 860 mm, avec 8,8 jours de précipitations en janvier et 6,2 jours en juillet. Pour la période 1991-2020, la température moyenne annuelle observée sur la station météorologique de Météo-France la plus proche, « Reventin », sur la commune de Reventin-Vaugris à 2 km à vol d'oiseau, est de 12,9 °C et le cumul annuel moyen de précipitations est de 775,7 mm,. Pour l'avenir, les paramètres climatiques de la commune estimés pour 2050 selon différents scénarios d'émission de gaz à effet de serre sont consultables sur un site dédié publié par Météo-France en novembre 2022.
| Mois                                  | jan.          | fév.           | mars          | avril         | mai           | juin          | jui.         | août          | sep.          | oct.          | nov.          | déc.           | année      |
| ------------------------------------- | ------------- | -------------- | ------------- | ------------- | ------------- | ------------- | ------------ | ------------- | ------------- | ------------- | ------------- | -------------- | ---------- |
| Température minimale moyenne (°C)     | 1,2           | 1,3            | 4             | 7,4           | 10,5          | 14,4          | 16,4         | 15,7          | 12,7          | 9,6           | 5,2           | 1,8            | 8,3        |
| Température moyenne (°C)              | 4             | 4,9            | 8,7           | 12,7          | 15,9          | 20,3          | 22,6         | 21,7          | 18,1          | 13,7          | 8,2           | 4,4            | 12,9       |
| Température maximale moyenne (°C)     | 6,7           | 8,6            | 13,4          | 18,1          | 21,4          | 26,2          | 28,8         | 27,7          | 23,5          | 17,8          | 11,2          | 7,1            | 17,5       |
| Record de froid (°C) date du record   | −8,1 30.01.05 | −11,8 05.02.12 | −9,3 01.03.05 | −3,3 08.04.21 | 2,6 05.05.19  | 6 02.06.06    | 9,8 10.07.07 | 9 27.08.18    | 2 27.09.10    | −2 28.10.10   | −5,7 18.11.07 | −11,1 30.12.05 | −11,8 2012 |
| Record de chaleur (°C) date du record | 17,9 10.01.15 | 21,2 24.02.21  | 25,2 31.03.21 | 28,5 21.04.18 | 33,6 24.05.09 | 38,3 18.06.22 | 40 24.07.19  | 41,2 24.08.23 | 34,2 14.09.20 | 29,4 09.10.23 | 21 03.11.05   | 18,2 17.12.19  | 41,2 2023  |
| Précipitations (mm)                   | 51,7          | 44,7           | 46,4          | 64,8          | 76,9          | 59,8          | 62,6         | 66,7          | 62,4          | 94,5          | 91,3          | 53,9           | 775,7      |

### Hydrographie
La commune est traversée par la Suzon, ruisseau qui prend sa source sur la commune à l'altitude 404 mètres, dans la forêt domaniale des Révolets.

## Urbanisme

### Typologie
Au 1er janvier 2024, Les Côtes-d'Arey sont catégorisées commune rurale à habitat dispersé, selon la nouvelle grille communale de densité à sept niveaux définie par l'Insee en 2022.
Elle est située hors unité urbaine. Par ailleurs la commune fait partie de l'aire d'attraction de Lyon, dont elle est une commune de la couronne,. Cette aire, qui regroupe 397 communes, est catégorisée dans les aires de 700 000 habitants ou plus (hors Paris),.

### Occupation des sols
L'occupation des sols de la commune, telle qu'elle ressort de la base de données européenne d’occupation biophysique des sols Corine Land Cover (CLC), est marquée par l'importance des territoires agricoles (58,1 % en 2018), en diminution par rapport à 1990 (60,7 %). La répartition détaillée en 2018 est la suivante : 
forêts (36,8 %), terres arables (34,6 %), zones agricoles hétérogènes (17,6 %), prairies (5,9 %), zones urbanisées (5,1 %). L'évolution de l’occupation des sols de la commune et de ses infrastructures peut être observée sur les différentes représentations cartographiques du territoire : la carte de Cassini (XVIIIe siècle), la carte d'état-major (1820-1866) et les cartes ou photos aériennes de l'IGN pour la période actuelle (1950 à aujourd'hui).

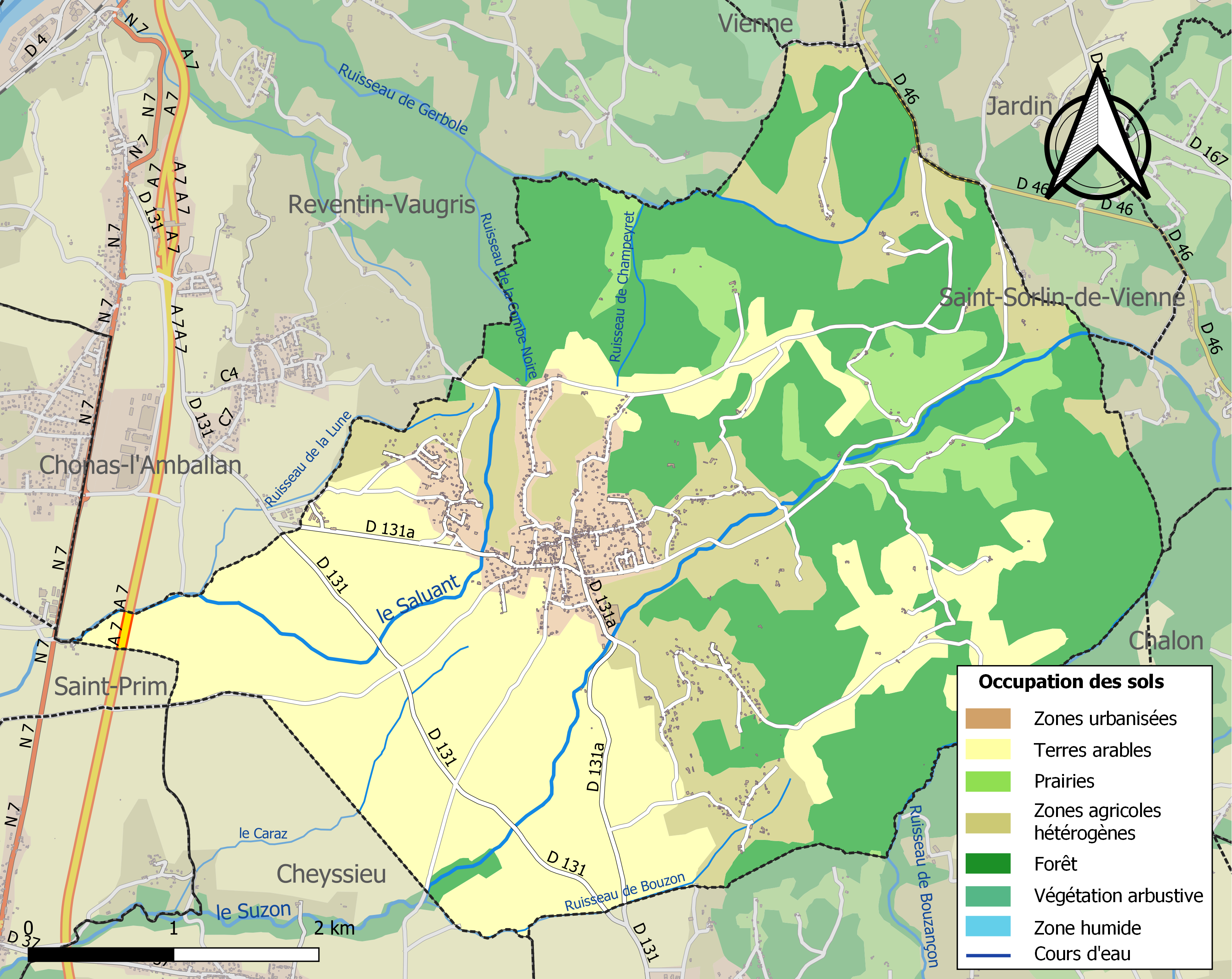
Carte des infrastructures et de l'occupation des sols de la commune en 2018 (CLC).

### Risques naturels et technologiques

#### Risques sismiques
L'ensemble du territoire de la commune des Côtes-d'Arey est situé en zone de sismicité n°3 (sur une échelle de 1 à 5), comme la plupart des communes de son secteur géographique.
| Type de zone | Niveau            | Définitions (bâtiment à risque normal) |
| ------------ | ----------------- | -------------------------------------- |
| Zone 3       | Sismicité modérée | accélération = 1,1 m/s2                |

## Histoire
Une fratrie locale, les Falcon de Longevialle, perdit cinq de ses membres, tués au front lors de la Première Guerre mondiale. Seule une autre fratrie française, les frères Ruellan de Paramé (aujourd'hui Saint-Malo, en Ille-et-Vilaine) en perdit plus (6). Deux autres familles - les Jardot, d'Evette-Salbert (Territoire de Belfort) et les De l'Estang du Rusquec de Treflevenez (Finistère) - perdirent également cinq de leurs membres.

## Politique et administration

### Liste des maires
| Période                                  | Période   | Identité         | Étiquette | Qualité                  |
| ---------------------------------------- | --------- | ---------------- | --------- | ------------------------ |
| avant 1988                               | ?         | Serge Frick      |           |                          |
| mars 2001                                | mars 2014 | Patrick Gagnaire | DVG-PS    |                          |
| mars 2014                                | mai 2020  | Michel Thommès   | SE        | Chef d'entreprise        |
| mai 2020                                 | En cours  | Christian Borel  |           | Ancien chef d'entreprise |
| Les données manquantes sont à compléter. |           |                  |           |                          |

## Population et société

### Démographie
L'évolution du nombre d'habitants est connue à travers les recensements de la population effectués dans la commune depuis 1793. Pour les communes de moins de 10 000 habitants, une enquête de recensement portant sur toute la population est réalisée tous les cinq ans, les populations de référence des années intermédiaires étant quant à elles estimées par interpolation ou extrapolation. Pour la commune, le premier recensement exhaustif entrant dans le cadre du nouveau dispositif a été réalisé en 2007.

En 2022, la commune comptait 2 023 habitants, en évolution de +0,95 % par rapport à 2016 (Isère : +3,07 %, France hors Mayotte : +2,11 %).
| 1793 | 1800 | 1806 | 1821  | 1831  | 1836  | 1841  | 1846  | 1851  |
| ---- | ---- | ---- | ----- | ----- | ----- | ----- | ----- | ----- |
| 725  | 818  | 933  | 1 094 | 1 129 | 1 228 | 1 207 | 1 240 | 1 217 |

| 1856  | 1861  | 1866  | 1872  | 1876  | 1881 | 1886 | 1891 | 1896 |
| ----- | ----- | ----- | ----- | ----- | ---- | ---- | ---- | ---- |
| 1 122 | 1 127 | 1 110 | 1 084 | 1 099 | 981  | 986  | 985  | 930  |

| 1901 | 1906 | 1911 | 1921 | 1926 | 1931 | 1936 | 1946 | 1954 |
| ---- | ---- | ---- | ---- | ---- | ---- | ---- | ---- | ---- |
| 890  | 875  | 865  | 775  | 799  | 765  | 715  | 730  | 699  |

| 1962 | 1968 | 1975 | 1982  | 1990  | 1999  | 2006  | 2007  | 2012  |
| ---- | ---- | ---- | ----- | ----- | ----- | ----- | ----- | ----- |
| 632  | 639  | 709  | 1 059 | 1 214 | 1 551 | 1 729 | 1 754 | 1 958 |

| 2017  | 2022  | - | - | - | - | - | - | - |
| ----- | ----- | - | - | - | - | - | - | - |
| 2 026 | 2 023 | - | - | - | - | - | - | - |

### Enseignement
La commune est rattachée à l'académie de Grenoble.

### Médias
Historiquement, le quotidien à grand tirage Le Dauphiné libéré consacre, chaque jour, y compris le dimanche, dans son édition du Nord-Isère (Vienne), un ou plusieurs articles à l'actualité du canton et quelquefois de la commune, ainsi que des informations sur les éventuelles manifestations locales, les travaux routiers, et autres événements divers à caractère local.
La commune est située sur l'aire de diffusion de radio Ici Isère, une radio publique qui émet sur tout le territoire du département de l'Isère.

## Culture et patrimoine

### Lieux et monuments

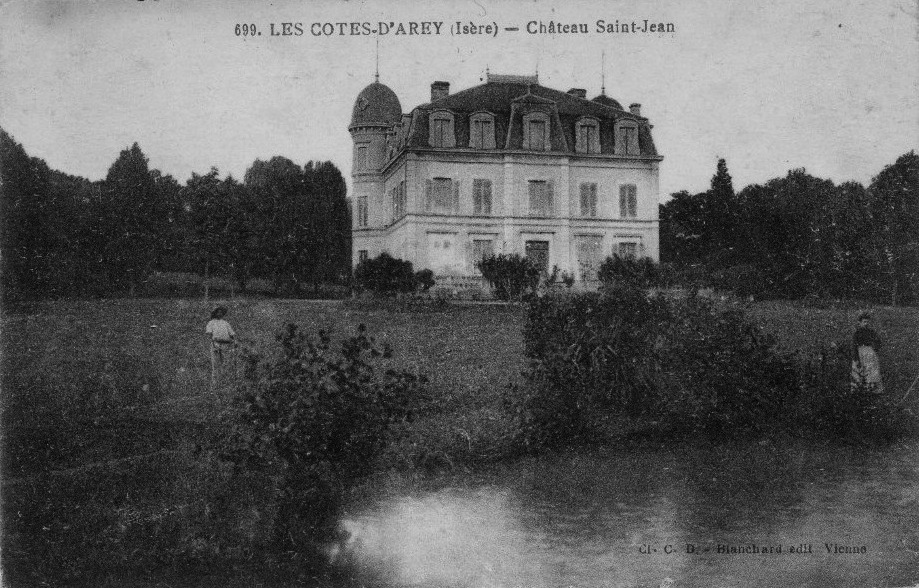
Le Château Saint-Jean en 1919.

- La Chapelle Saint-Mamert, y compris le mur de soutènement, fait l'objet d'une inscription au titre des monuments historiques par arrêté du 3 septembre 1974[22].
- Monument des fusilliers (Monument aux morts de la plaine).
- Église Saint-Martin des Côtes-d'Arey.

### Héraldique
|  | Les Côtes-d'Arey possède des armoiries dont l'origine et le blasonnement exact ne sont pas disponibles. |